# Patrick Soon-Shiong
Patrick Soon-Shiong (ur. 29 lipca 1952 w Port Elizabeth) – południowoafrykański i amerykański lekarz i przedsiębiorca chińskiego pochodzenia.

## Życiorys
Urodził się w 29 lipca 1952 r. w Port Elizabeth. Jego rodzicami byli Chińczycy, którzy opuścili swój kraj w czasie II wojny światowej. Jego ojciec zajmował się ziołolecznictwem. Uzyskał dyplom bachelor’s degree z medycyny na University of the Witwatersrand. Odbył staż w szpitalu ogólnym w Johannesburgu, który nigdy wcześniej nie przyjmował chińskich studentów. Ordynator oddziału postawił mu warunek, że musiał ukończył studia przynajmniej z czwartym wynikiem na roku, co Soon-Shiong zrealizował. Mimo to niektórzy z afrykanerskich pacjentów odmawiali leczenia przez Chińczyka. Pracował na oddziale onkologii. W latach 70. XX w. leczył rannych w powstaniu Soweto.
W okresie, gdy wielu lekarzy wyjeżdżało z kraju, Soon-Shiong przyjął posadę chirurga-rezydenta na Uniwersytecie Kolumbii Brytyjskiej i uzyskał dyplom magisterski. W Kanadzie poznał późniejszą żonę Michele Chan (poślubił ją w 1977 r.), wówczas pracownicę Canadian Broadcasting Corp. Przez pewien czas pracował w szpitalu w Vancouver. Wkrótce potem wraz z żoną osiadł w USA, gdzie próbowała ona swoich sił jako aktorka (m.in. w Danger Bay i MacGyver), a Soon-Shiong zatrudnił się na Uniwersytecie Kalifornijskim w Los Angeles (UCLA) (1983 r.) jako assistant professor w oddziale chirurgii gastroenterologicznej, a potem został kierownikiem programu transplantacji trzustki na UCLA.
Soon-Shiong opracował metodę leczenia cukrzycy za pomocą przeszczepu do trzustki pacjenta komórek produkujących insulinę, po czym w 1991 r. odszedł do założonej przez siebie firmy badawczej. Pod koniec lat 90. XX w. rozszerzył zakres swoich badań na leczenie nowotworów, opracowując leki m.in. na raka piersi. Badania na nowymi lekami pozwoliły mu zostać miliarderem, gdyż opracowany przez niego lek abraxane (zmodyfikowana wersja popularnego leku taxol) umożliwił mu sprzedaż firmy za 2,9 mld dolarów. Po dopuszczeniu leku do obrotu w 2005 r. wielu onkologów krytykowało go za wysoką cenę specyfiku i wskazywało, że jest to jedynie modyfikacja znanego już leku wytwarzanego z cisu.

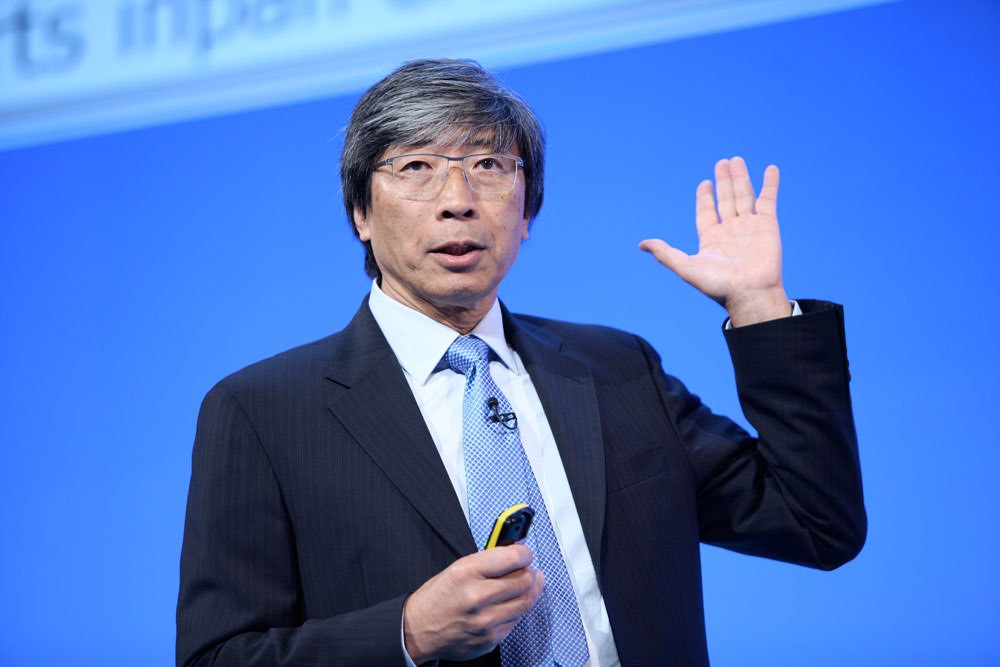
Soon-Shiong (2014)

W następnej kolejności Soon-Shiong zbudował firmę farmaceutyczną APP Pharmaceuticals, produkującą leki generyczne, którą następnie sprzedał niemieckiemu koncernowi Fresenius za ok. 4,6 mld dolarów. W 2014 r. do sądu w Panama City złożono pozew, w którym zarzucono jego kolejnej firmie NantHealth zaangażowanie w licznie wątpliwe działalności. W tym samym roku czasopismo Forbes podkreślało, że Patrick Soon-Shiong ma skłonność do popadania w konflikty ze współpracownikami i inwestorami. W następnych latach zmagał się on z kontrowersjami wokół NantHealth oraz kolejnej swojej firmy NantKwest, w efekcie których kursy ich akcji na giełdach mocno spadły, a inwestorzy pozywali go w związku ze spadkiem wartości spółek. Soon-Shiong został także pozwany przez piosenkarkę Cher, która oskarżyła go o oszustwo, na skutek którego sprzedała udziały w firmie farmaceutycznej za ułamek wartości giełdowej. W 2016 r. Soon-Shiong założył firmę Cancer MoonShot 2020, która zapewniała, że „pokona raka w ciągu czterech lat”.
Od 2009 r. zaczął realizować projekt połączenia placówek ochrony zdrowia szerokopasmowymi łączami światłowodowymi. W tym samym roku przekazał 100 mln dolarów na rzecz St. John’s Hospital w Santa Monica i wspierał finansowo remont Martin Luther King Jr. Community Hospital. Wraz z żoną prowadzi Chan Soon-Shiong Family Foundation. Jego firma NantWorks prowadzi sześć szpitali w Kalifornii.
Jako zapalony koszykarz jest udziałowcem klubu Los Angeles Lakers. Ponadto w 2018 r. kupił gazety „Los Angeles Times” i „San Diego Union-Tribune”. W tym samym roku jego majątek szacowano na 7,8 mld dolarów.